# 60-tals Party Let's Dance 1
60-tals Party Let's Dance 1 är det svenska dansbandet Shanes musikalbum från 1990. Albumet innehåller bland annat "Vem får följa dig hem" och nådde guldskiva för mer än 50.000 sålda exemplar. 

## Låtlista
1. Ten guitars (G.Mills)
2. Vem får följa dig hem (Who's Gonna Follow You Home?) (T.Norell-Oson-A.Bard-K.Almgren)
3. One way ticket to the blues (H.Hunter-J.Keller)
4. Breaking up is hard to do (N.Sedaka-H.Greenfield)
5. Diana (P.Anka)
6. Forever gone (L.Grahn-L.Källenius)
7. Let's medley

- a) Let's twist again (K.Mann-D.Apell)
- b) C'mon Let's go (R.Valens)
- c) Let's have a party (J.M.Robinson)
- d) Let's dance (J.Lee)

1. Hi lili hi lo (B.Kaper-H.Deutsch)
2. Alicia (Mr Dj) (L.Holm)
3. King Creole (J.Leiber-M.Stoller)
4. Will you still love me tomorrow (C.King-G.Goffin)
5. Cara Mia (J.Trapani/L.Lange)
6. Lowe grows (Where my RoseMary goes) (T.McCaulay-B.Mason)
7. How could I live without you (T.Norell-Oson-A.Bard)